# 赤岳 (北海道千歲市)
赤岳（日语：／ Fure-dake）是日本北海道支笏湖以西的一座山峰，山頂位於千歲市內，標高1046公尺。

## 概要
赤岳屬於空沼岳、漁岳・赤岳・丹鳴岳系列連山，是千歳川、尻別川的發源地。此外，發源有一條名為hure-nay的山澗，在阿依努語中意為紅色山澗，赤岳也就因此得名。

## 登山
赤岳沒有登山道，登山者多採用「丹鳴岳－赤岳」的縱走路線。此外冬季有穿越奥潭湖冰面的路線。